# Cyclophyllidea
Los ciclofilídeos (Cyclophyllidea) son un orden de la clase Cestoda. Los miembros de este orden son de gran importancia sanitaria, ya que son endoparásitos obligados que afectan a numerosos animales domésticos y al ser humano. Todos tienen segmentos múltiples (proglótides), así como cuatro ventosas en el escólex. Este grupo incluye las solitarias del hombre (Taenia solium y Taenia saginata).

## Taxonomía
El orden de los ciclofilídeos comprende las siguientes familias:
- Acoleidae Fuhrmann, 1899
- Amabiliidae Braun, 1900
- Davaineidae Braun, 1900
- Dilepididae Railliet & Henry, 1909
- Diploposthidae Poche, 1926
- Gryporhynchidae Spassky & Spasskaya, 1973
- Hymenolepididae Ariola, 1899
- Progynotaeniidae Fuhrmann, 1936
- Schistotaeniidae Johri, 1959
- Taeniidae Ludwig, 1886
- Anoplocephalidae
- Mesocestoididae